# 杉本善徳
杉本善徳（すぎもと よしのり、11月26日 -）は、日本のシンガーソングライター、ギタリスト。大阪府八尾市出身。血液型はO型。Waiveが解散した2005年末よりソロ活動を開始。現在は、音楽活動以外にも多岐にわたって活動している。

## 来歴
1994年、fin-de-siecleを結成。1995年、IVを結成。1997年、Rayを結成。
1999年、Kreisに所属し、ミニアルバム『EVER SEEN』をリリース。同年11月29日、Ray解散。
2000年1月、Waiveを結成。同月9日に初ライブを行う。
2005年12月1日、Waive解散。同月25日、日本武道館でのライブイベント『天嘉-四-』を皮切りにソロ活動を開始。
2006年5月19日、代官山UNITにて初のワンマンライブを行う。12月25日『天嘉-伍-』出演。
2008年3月より全国ワンマンGIGを開始。5月17日LIQUIDROOMでファイナル。
2009年11月29日、SHIBUYA-AXにてワンマンGIG『The END.』を行う。
2010年、『チェーン荘』のPCゲーム『静寂に電気鋸』音楽を担当。自身がデザインしたキャラクターも登場。
同年、Waive 1度目の再演。
2011年、3月に発生した東日本大震災を受けて、自らが発起人となり、ミュージシャンやマンガ家、イラストレーター、声優など各種クリエイターが参加したチャリティーソング「手をつなごう」を制作。
2013年2月9日、Shibuya O-EASTワンマン公演より、喉の不調でライブ活動を休止。
2015年3月22日、赤坂BLITZにてGIG『ミンナノウタ』を開催し復活。ゲスト出演したDAISHIとのトークの流れで、イベント『LEVEL 6 SiXX Fes.&ONE-MAN』への出演が決定。同年11月29日に行われたワンマンGIGの終演後、突如Waive公式サイトが更新され、12月1日、Waive2度目の再演公演の開催を発表。
2017年11月11日、ソロ11周年記念ライブを開催。入場者全員に未発表新曲CD『名もなき雨』を無料配布。
2018年9月15日、イベント『earliest memories』出演。同年10月、Waiveとして3マンイベント『MUD FRIENDS 2000～2018』(全4公演)出演。
2019年、Waiveとして2月より全国ツアーをまわるなど、5月1日までの期間で3度目の再演プロジェクトを行う。同年7月6日には約1年8か月ぶりとなったソロワンマンGIG「南無 ～get ready to show the ××～」を開催。入場者全員に未発表新曲CD『Longing for』を無料配布。
2020年2月29日、GIG『言葉の魔術』開催。同年11月29日、鉄ぱいぷレーベル22周年記念『田澤孝介 & 杉本善徳 Dinner Show』開催。司会はWaiveの貮方孝司（シークレット）。
2021年2月23日、Waive20周年記念公演開催。同年4月11日、楠瀬タクヤ40歳記念イベント『Re:Party40!!』にゲストギタリストとして出演。同年7月より、Waive20周年やり直しプロジェクトを開始。2022年1月29日にファイナルをむかえた。同年9月30日リリースのスマホ向けゲームアプリ『D_CIDE TRAUMEREI（ディーサイドトロイメライ）』劇伴音楽の総監修・作曲・編曲を担当。同年12月、MUCC逹瑯のソロプロジェクトへの楽曲提供発表。提供楽曲は、アルバム「非科学方程式」収録「朱色の月」（作詞作曲：杉本善徳、編曲：Kanki・杉本善徳）。2022年2月2日CD発売、同年2月7日楽曲配信同年12月25日、鉄ぱいぷレーベル主催『田澤孝介&杉本善徳 クリスマス Dinner Show 2021』を開催。
2022年1月20日公開、翌21日リリース、超人的シェアハウスストーリー『カリスマ』草薙理解『秩序宣言』の作詞・作曲・編曲担当（同年9月21日発売のカリスマ1stアルバム『カリスマ ワールド』に収録）同年7月27日発売『TWO-MIX トリビュート・アルバム『Crysta-Rhythm』収録曲中、5曲参加（詳細は楽曲提供・プロデュース他）
2023年3月23日、メディアミックスプロジェクト『マガツノート』のソロ楽曲プロジェクト『COVER＆EXPOSE』Side:EXPOSEにおいて、オリジナルソロ楽曲『破壊天秤』のオーディオディレクターとして参加していることを発表。その後、4曲が公開され全5曲のミニ・アルバム『マガツノート「Side:EXPOSE Vol.1」』として同年10月15日リリースされた（同プロジェクトには、作曲・編曲ほかオーディオディレクターとして参加している。なお4曲を作曲したnuriéの廣瀬彩人は杉本の紹介で参加）。続編として、2025年5月28日に「Side:EXPOSE Vol.2」リリース予定。Track.04 左馬之助（CV.大河元気）「三途の川レトリック」の作編曲/ディレクションおよび、Track 01・03・05のディレクションを担当。
2023年4月11日、Waiveの再結成および、2025年末予定の日本武道館単独公演をもって解散することを発表。(その後、日本武道館公演の日程は2026年1月4日に正式決定。)
2024年末リリースのPsycho le Cému の楽曲「シラサギ」のボーカルディレクションおよび、Psycho le Cému TOUR 2025のコンセプトプロデュースを担当している。
2025年7月25日公開【30周年記念映像】新機動戦記ガンダムW-operation30th-のギター演奏で参加。

## 人物
- 自らを「超ミュージシャン的エンターテイナー」と呼ぶ。
- 視力は両目とも0.1であり、高1の頃から眼鏡を着用している。現在ではこの眼鏡が、彼のトレードマークとなっており、自身のブランド±26roomでも眼鏡関係のグッズを制作している。
- ゲーマーで特に日本ファルコム作品のファンであり、自身の音楽も多大な影響を受けている。
- ガンダム関連の仕事（公式）をするのが夢の一つと語っている[13]。

## ディスコグラフィー

### シングル
| 発売日         | タイトル                       | 最高位 |
| -------------- | ------------------------------ | ------ |
| 2006年5月10日  | 極彩色の狂詩曲（ラプソディー） | 76位   |
| 2006年9月27日  | I am fragile                   | 73位   |
| 2007年9月5日   | Night and Day                  | 86位   |
| 2008年11月26日 | ディペンデンス-依存症-         | 79位   |
| 2009年6月6日   | LIFE/東京コーリング            | 134位  |

### アルバム
| 発売日       | タイトル       | 最高位 |
| ------------ | -------------- | ------ |
| 2007年2月7日 | HELLO          | 100位  |
| 2009年9月9日 | オルタナティヴ | 133位  |
| 2013年2月9日 | 善徳-zentoku-  | ―位    |

### ミニアルバム
| 発売日         | タイトル           | 最高位 |
| -------------- | ------------------ | ------ |
| 2008年4月23日  | 春夢ホワイトホール | 149位  |
| 2010年11月24日 | 浸色               | 115位  |

### 映像作品
- 2009.11.29 SHIBUYA-AX公演LIVE DVD GIG「The END.」
- 2013.02.09 Shibuya O-EAST公演LIVE DVD GIG「ヨシノリズム2」-さよなら善徳先生-

## 楽曲提供・プロデュース他
※順不同
- 梶永大士『I LOVE YOU』『GOD JAPANESE MONSTER』作曲[14]
- アニメ『MUSASHI -GUN道-』EDテーマ　Kimeru『STYLE』作詞・作曲
- OLDCODEX『Know orange』作曲
- Chanty シングル『おとなりさん』『犬小屋より愛をこめて』、アルバム『Chantyの世界へようこそ』 サウンドプロデュース  ほか
- HERO アルバム『THE HERO』『Oh My HERO』 トータルプロデュース  ほか
- ディア☆ 『No pain, No shine!』　作曲
- Sabão『環状線』サウンドプロデュース[15]
- 逹瑯 ソロプロジェクト Album『非科学方程式』収録『朱色の月』作詞・作曲・編曲(編曲はKankiとの連名)
- Psycho le Cému DIGITAL SINGLE『シラサギ』ボーカルディレクション
- Psycho le Cému TOUR 2025『शक्ति शक्ति अस्ति~破壊と創造の物語』『~शक्ति शक्ति अस्ति~神聖なる新生~』コンセプトプロデュース
- 『TWO-MIX Tribute Album "Crysta-Rhythm"』
  - 『TRUST ME』（歌　影山ヒロノブ）編曲：岡哲弘、ギター：K-A-Z、ベース：燿（摩天楼オペラ）、ドラム：山内康雄、歌唱ディレクション：杉本善徳
  - 『WINTER LOVE EXPRESS』（歌　南里侑香 with TSUKEMEN）歌唱ディレクション：杉本善徳
  - 『THOUSAND NIGHTS』（歌　奥井亜紀）編曲：Kanki、歌唱ディレクション：杉本善徳
  - 『LIVING DAYLIGHTS』（歌　Machico）ベース：中村泰造、ドラム：石井悠也、ヴァイオリン：後藤泰観、ピアノ：ユウキ・E・L、編曲・歌唱ディレクション・ギター他：杉本善徳
  - 『WHITE REFLECTION』（歌　緑川光）ピアノ：ユウキ・E・L、編曲・歌唱ディレクション・ギター他：杉本善徳
- アニメ『Hi☆sCoool! セハガール』
  - OPテーマ　セガ・ハード・ガールズ（M・A・O／高橋未奈美／井澤詩織）『セハガガガンバッちゃう！！』 作詞（※菅原そうた・杉本善徳の連名）・作曲
  - ドリームキャスト（CV.M・A・O）『きっと、大丈夫です！』作詞・作曲
  - セガサターン（CV.高橋末奈美）『NoNoNo No way！』作詞・作曲
  - メガドライブ（CV.井澤詩織）『ちょびっと16bit』作詞・作曲
  - マスターシステム（CV.髙山ゆうこ）『GOLDEN MEMORIES』作詞・作曲
  - ロボピッチャ（CV.もものはるな）『レッツゴー！ぴっちゃん～あぁ青春の日々～』作詞・作曲
- webラジオ『えぬぷらじお』OPテーマ　N±（植田佳奈／後藤麻衣／佐藤利奈／清水香里／生天目仁美）『飛んじゃって！ダーリン♥』作詞・作曲
- Showroom内『こちら娘島高等学校ほーそお部』テーマソング　こちら娘島高等学校ほーそお部『ミライ∞カゼ』作曲
- 『あにむす!』OPテーマ　A応P『二次元ポケット』作詞・作曲・編曲（シングルは『全力バタンキュー』とのカップリング発売）
- TVアニメ『活撃 刀剣乱舞』Blu-ray&DVD
  - 第１巻特典CD　和泉守兼定（CV.木村良平）＆陸奥守吉行（CV.濱 健人）『証』作曲・編曲
  - 第３巻特典CD　堀川国広（CV.榎木淳弥）＆鶴丸国永（CV.斉藤壮馬）『彩』作曲・編曲
- ラジオ大阪『めっちゃすきやねん』（大空直美／中島唯／松田颯水）『Go forward into the future.』『ミラクルカラフルトレイン』　作詞／作曲

- メディアミックスプロジェクト『マガツノート』ソロ楽曲プロジェクト『COVER＆EXPOSE』
  - ミニアルバム『マガツノート「Side:EXPOSE Vol.1」』
    - 政宗（CV.峯田大夢）『破壊天秤』　オーディオディレクター
    - 家康（CV.美藤大樹）『最終結論』　歌唱ディレクション・オーディオディレクター
    - 才蔵（CV.堂島颯人）『愛の鳥籠』　作曲・編曲・演奏ディレクション・歌唱ディレクション
    - 織田信長（CV.神尾晋一郎）『戯言』　歌唱ディレクション
    - 直政（CV.沢城千春）『All or Nothing』　歌唱ディレクション・オーディオディレクター

- 超人的シェアハウスストーリー『カリスマ』
  - 草薙理解（CV.山中真尋）『秩序宣言』作詞・作曲・編曲[16]
- スマホ向けゲームアプリ『D_CIDE TRAUMEREI（ディーサイドトロイメライ）』劇伴音楽の総監修・作曲・編曲[17]
- PS4・Nintendo Switch 『ワールドエンド・シンドローム』ED主題歌　二階堂玲衣（CV:木戸衣吹）『Unending blue』　作詞／作曲／編曲
- World Of the WORLD.[18]『LET IT DIE ──プラトニックな言葉で、今すぐ殺して』　作詞／作曲／プロデュース
- PCゲーム『静寂に電気鋸』OPテーマ　片霧烈火『インターセクション』　作詞／作曲
- PCゲーム『オフライン少女』　花たん『裏腹なレムナント』『面影 -omokage-』、実谷なな『絶対無敵☆なんばーわん』　作詞／作曲

ほか

## その他
※順不同
- コミックス『風夏（瀬尾公治／講談社）』の設定協力として関わっている。
- 2013年より、マンガ大賞選考員を務めている。
- 広島東洋カープ×いちご『こいかつジャム』　デザインコーディネート＆ディレクション
- 『U-NEXT光 × ミス・モノクローム』[19]　オーガナイズ
- 都内初のアニメ×タクシー『きんいろモザイク×コンドルタクシー』[20]　オーガナイズ
- スマホアプリ『添い寝バンドマン』企画原案
- Facebookアプリ『にゃん格診断』イラスト
- ブラウザゲーム『結ひの忍』告知ムービー＆OPムービーディレクション
- ブラウザゲーム『なむあみだ仏っ！』告知ムービー＆サウンドディレクション
- webサイト『四コマ映画』全７回のマンガ連載

## 受賞
一般財団法人 映像と芸術の振興財団主催 第44回MAF展　経済産業大臣賞

## 書籍
- ネット時代のクリエイターやミュージシャンが得する権利や著作権の本[23][24]